# Rødtræ
Rødtræ (Sequoia sempervirens) er et stort, stedsegrønt nåletræ med brede lidt skælagtige nåle og en trævlet bark. 

## Beskrivelse
Rødtræ er et stedsegrønt nåletræ med en opret og smalt kegleformet (senere næsten cylindrisk) krone. Barken er først lysegrøn, men snart bliver den rødlig. Ældre grene og unge stammer får efterhånden en rødbrun bark med smalle furer. Gamle stammer får med tiden en mørkebrun, dybt furet bark. Knopperne er små og lysegrønne, næsten skjult ved basis af nålene. Nålene på langskud er græsgrønne og skælagtige, mens sideskuddenes nåle er mørkegrønne og linjeformede med langt udtrukket spids. Blomstringen foregår i februar, hvor blomsterne sidder i adskilte stande med henholdsvis rent hanlige og rent hunlige blomster. De hanlige blomster er små og ægformede, siddende ved spidsen af sideskud, mens de hunlige er kuglerunde og sidder på kraftige skud. Frugterne er runde og rødbrune Kogler, som er 11–17 mm lange med en 5 mm lang, skællet stilk. 
Rødtræ forveksles ofte med mammuttræet, der også er et stort træ, som ligeledes vokser i Californien, men har en anden biotop, nemlig Sierra Nevada-bjergene. Arten tilhører Cypres-familien. Tidligere blev den henregnet til Taxodiaceae, men denne plantefamilie er nu lagt sammen med Cypres-familien.
Rodnettet er meget højtliggende og når sjældent dybere ned end 2-2,5 m. Træet er meget hårdført overfor skovbrand og synes at have en konkurrencemæssig fordel af, at nålene er hævet så højt over skovbunden og de brandbare urter og buske dér.
Rødtræ er blandt de største træer i verden. Det opnår ofte en højde på over 100 m. Verdens største træ (og muligvis det største, levende væsen) er rødtræet "Hyperion", der er 115,60 m i højden.

## Navnets oprindelse
Det danske navn kommer via engelsk redwood fra det spanske navn for skovfyr (Pino rojo). Navnet passer meget godt til den rødlige bark, træet har her i landet. Det har dog grå bark i naturen, fordi det stærke sollys i Californien bleger barken. Slægtsnavnet Sequoia stammer fra Sequoyah (George Guess), som var den Cherokee-høvding, der har æren af at have givet folket dets eget skriftsprog.

## Hjemsted
Rødtræ hører hjemme i bjergene på en 724 km strækning langs Californiens og det sydligste Oregons kyst. De har tidligere, dvs. i Tertiærtiden, været meget mere udbredte, og de fandtes bl.a. i Europa. Kun i det stabile, milde og fugtige klima på de kystvendte bjerge i det vestlige Nordamerika har arten kunnet klare sig. I Redwood National Park, som mestendels ligger i det nordlige Californien, er vegetationen ret ensartet og består – foruden af unge og gamle eksemplarer af Rødtræ – bl.a. af følgende arter: almindelig engelsød, fjerbregne, amerikansk tørst, blåbær (flere arter), busket bjergte, grøn douglasgran, Lithocarpus densiflorus (en art af garvebarkeg), Oxalis oregana (en art af surkløver), Ribs-slægten (flere arter), Sambucus callicarpa (en underart af druehyld), sitkagran, sværdbregne, Umbellularia californica en art i Laurbær-familien), vestamerikansk hemlock og vestamerikansk mahonie

## Eksternt link
- Et nyopdaget, 115 m højt Rødtræ